# مجلس جامعة الدول العربية
مجلس جامعة الدول العربية هي المنظمة الرئيسية في جامعة الدول العربية والتي انشأت بموجب المادة 3 من ميثاق جامعة الدول العربية.